# Georg Fleps
Georg Fleps (* 19. Juni 1922 in Cisnădioara, Königreich Rumänien) war im Rang eines Sturmmanns der Waffen-SS Ladekanonier von Hans Siptrott in der Kampfgruppe Peiper. Der Siebenbürger Sachse
 war in den Dachauer Prozessen angeklagt, am Malmedy-Massaker (im Rahmen der Ardennenoffensive im Dezember 1944) beteiligt gewesen zu sein. Er wurde von einem Überlebenden des Massakers identifiziert und beschuldigt, das Massaker mit zwei Schüssen begonnen zu haben. Er wurde am 16. Juli 1946  im Malmedy-Prozess erst zum Tod verurteilt. Das Urteil wurde am 20. März 1948 in eine lebenslange Haft und im August 1951 in eine Haftstrafe von 20 Jahren umgewandelt.
Georg Fleps ist in dem Dokumentarfilm Über Galgen wächst kein Gras aus dem Jahr 2005 zu sehen (ab Minute 35:44). Fleps ist der Angeklagte Nr. 14.